# アダパレン
アダパレン（英語: Adapalene）とは、レチノイド様の作用を有するナフトエ酸（ナフタレンカルボン酸）誘導体である。皮膚刺激性を改良した第三世代レチノイド。日本では尋常性痤瘡（ニキビ）の外用薬としての推奨度は高い。商品名ディフェリンは日本で2008年に承認。処方箋医薬品。
トレチノインよりも皮膚刺激、発赤といった副作用の点で改良されており、またトレチノインと異なり過酸化ベンゾイル（殺菌剤）と併用できる可能性があり、光による分解の心配が少ないため日中でも使用可能である。アダパレンと過酸化ベンゾイルの合剤はエピデュオで2016年に発売されている。 

## 開発
ガルデルマ (Galderma：皮膚科学専業の仏・スイス合弁企業) 社が創製した、アダパレンを含有した外用治療剤（ゲル、クリーム）は、同社によりディフェリン (Differin) という製品名で世界80カ国以上で承認・販売されている。日本では2008年7月にガルデルマ社の日本法人であるガルデルマ株式会社により、ディフェリンゲル0.1%が製造販売承認を取得した。同製品の国内販売権は承認後8年間塩野義製薬が取得している。
米国では1996年に12歳以上のニキビに承認され、2016年にジェル状の製剤が同じ条件で承認された。0.1%のローションとクリーム、0.3%のジェルがある。アダパレンと耐性菌の心配のない殺菌剤の過酸化ベンゾイルの合剤のエピデュオは、2007年に欧州で承認、日本では2016年に承認された。

## 作用
ニキビは毛包脂腺系の皮脂分泌の亢進と、角化亢進による毛包の閉塞により面皰（非炎症性皮疹）として発生する。その後、炎症を伴った赤い丘疹・膿疱（炎症性皮疹）へ進展する。
アダパレンの作用する標的は炎症と面皰（コメド）であり受容体への結合から、表皮角化細胞の増殖と分化を促し、マイクロコメドを減少し、成熟した面皰を剥がし、また抗炎症作用を発揮する。そのことで非炎症性と炎症性の皮疹の数を共に減少させる。
アダパレンは、核内レチノイン酸受容体 (RAR) に選択的に結合し、細胞分化を調節し、抗炎症作用を発揮する。アダパレンは受容体に選択性のある第三世代の合成レチノイドとされており皮膚刺激性を緩和している。レチノイド外用薬では頻繁に皮膚の発赤やフケ様の落屑が起こることが多く、治療を中断してしまうことが最大の問題となっており、アダパレンでは受容体選択性によってこの点を改良している。
光学的な安定性があり光による分解の心配が少ないため、トレチノインやタザロテンと異なり日中でも使用可能である。しかし、顔が完全に乾いてから使用するよう指示される（水分による分解）。

## 薬物動態
経皮的に吸収されるアダパレン量は少ない。6名のニキビ患者に、1日1回2gのアダパレンクリームを面積1,000cm2の皮膚に5日間塗布した試験では、血中から検出されたアダパレン濃度は0.35ng/mL未満または未検出であった。

## 医療用途
日本皮膚科学会による尋常性座瘡（ニキビ）の治療ガイドライン2016にて、面皰、また軽症から重症の炎症性皮疹、さらには維持療法において推奨度A（使用を強く推奨）である。2019年のレビューによるとニキビへの有効性では、トレチノイン、タザロテン、アダパレンからどれを選択かするかということよりも、過酸化ベンゾイルを併用することが重要で、副作用の点ではアダパレンの忍容性が高い。5件のランダム化比較試験 (RCT) を分析したメタアナリシスでは、0.1%濃度のアダパレン・ジェルは、0.025%濃度のトレチノイン・ジェルと同等の有効性がありつつ、忍容性が向上している。また単一のRCTで、ニキビの減少比率は0.3%アダパレンで57%、0.1%タザロテンで61%と同程度であったがタザテロンより皮膚刺激が少なかった。
光老化に対してトレチノイン（光老化に適応がある）と同等に目まわりのシワ、額のシワなどに効果があった。比較対象のない6か月の試験でシワの評価点の減少度は、目まわり52%、額40%、口まわり29%であった。米国では毛孔性苔癬などの皮膚疾患に適応外使用される。
90名のRCTで日光角化症の減少数は0.1濃度よりも0.3%濃度で多く、日光黒子も偽薬よりも改善した人が多かった。0.05%トレチノインと0.1%アダパレンの肝斑への効果を比較した30名でのRCTでは、3か月半後に肝斑の評価点の減少度に差はなく有効性は匹敵し（トレチノイン37%・アダパレン41%減少）、一方で副作用はトレチノインの63%に副作用が起こり2人が使用中止したが、アダパレンでは13%に肌の乾燥、8%に軽度の紅斑を示し従来からあるトレチノインより副作用の少ない治療法だとされた。

## 副作用
紫外線への感受性が増加するため、日焼け止めを使用し過剰な太陽光への暴露は避ける。他のレチノイド製剤と比較して皮膚刺激は少ないが、通常軽度の皮膚刺激性、発赤、乾燥、痒み、熱感が起こることがあり、591人を対象とした並行ランダム化比較試験で使用中止に至った副作用の頻度はトレチノインの半分(1.3%)であった。まれに重度のアレルギーが起こることがあり、浮腫、唇やまぶたの腫れが兆候となる。
妊娠または妊娠の可能性がある場合は使用しない。また、乳汁中に移行するため、授乳中は使用しないことが望ましい。

## 相互作用
トレチノインとは異なり、アダパレンは化学的に安定であるので 過酸化ベンゾイルと同時に用いても失活しないと思われる。
アダパレンは外用のクリンダマイシンの効果を増強するが、その副作用も増加する。クリンダマイシン塗布の3〜5分前にアダパレンを塗布すると、クリンダマイシンの皮膚への浸透を増加させ、単剤に比べて作用が強くなる。